# St. Croix River (Wisconsin-Minnesota)
St. Croix River är en ca 260 km lång biflod till Mississippifloden. Flodens äldsta kända namn är det ojibwaspråkiga Manoominikeshiinyag-ziibi som betyder "risfåglarnas (rallarnas) flod". De sista 201 km av floden sammanfaller med delstatsgränsen mellan Minnesota och Wisconsin. De första svenska nybyggarna som slog sig ner i Minnesota färdades på floden och bosatte sig intill den. 